# Orphelinat de Montreuil-sur-Mer
L'orphelinat de Montreuil est un ancien orphelinat, auquel est adossée une chapelle, situé à Montreuil-sur-Mer, dans le département du Pas-de-Calais, en région Hauts-de-France.

## Localisation
L'orphelinat est sis au no 1 bis rue du Clape-en-Bas.

## Historique
L'orphelinat de Montreuil est composé d'un orphelinat auquel est adossée une chapelle. 
L'orphelinat est fondé au XVIIe siècle. 
L'ancienne chapelle Saint-Simon et Saint-Jude est édifiée en 1753. En 1970, on y installe le musée Roger-Rodière qui, en 2008, déménage et s'installe dans l’hôtel particulier Saint-Walloy.
La chapelle, adossée à l'orphelinat, fait l’objet d’une inscription au titre des monuments historiques depuis le 3 décembre 1969,.